# Tebicuary
Tebicuary è un fiume del Paraguay sito nella parte orientale del Paese, tra i maggiori affluenti del fiume Paraguay.
Le sue acque sono molto torbide ed hanno la classica colorazione rossastra, tipica della terra del Paraguay e di Misiones (Argentina) dovuta all'alta concentrazione di rame e ferro.

## Etimologia
Dall'idioma Guaranì il termine si legge 'Tevìcuarù' ed il significato è succo (Cuarù) di fondoschiena, deretano (Tebi); probabilmente il nome gli è stato dato facendo riferimento alla sua colorazione.